# Ashihei Hino
Pour les articles homonymes, voir Hino (homonymie).
Ashihei Hino (火野 葦平, Hino Ashihei, 25 janvier 1907 à Wakamatsu (à présent district de Wakamatsu, Kitakyūshū) – 24 janvier 1960) est un écrivain japonais.

## Biographie
Il est lauréat en 1937 du prestigieux prix Akutagawa pour un de ses romans, Fun'nyōtan (糞尿譚, « Récits d'excréments et d'urine »), écrit alors qu'il est soldat de l'armée impériale japonaise en Chine.
Il est ensuite promu au corps d'information et publie de nombreux ouvrages sur la vie quotidienne des soldats japonais. C'est pour ses romans de guerre qu'il devient célèbre pendant la guerre (et oublié après). Son livre Mugi to heitai (麦と兵隊, « Blé et soldats ») se vend à plus d'un million d'exemplaires.
Il se suicide à l'âge de 53 ans. Sa mort est d'abord attribuée à une crise cardiaque, mais sa famille révèle plus tard qu'il a succombé à une surdose de somnifères. Sa maison natale se visite aujourd'hui.

## Titres (sélection)
- Funnyōtan (糞尿譚 « Récits d'excréments et d'urine »)
- Mugi to heitai (麦と兵隊)
- Hana to heitai (花と兵隊)
- Tsuchi to heitai (土と兵隊)
- Sanjō gunkan (山上軍艦)
- Terazaki Hiroshi-ki (帝釈峡記)
- Umi to heitai (海と兵隊)
- Yogisha (夜汽車)
- Ren'ai kazoku (恋愛家族)
- Hana to ryū (花と竜) - Autobiographie

## Adaptations au cinéma
- 1939 : Terre et Soldats (土と兵隊, Tsuchi to heitai?) de Tomotaka Tasaka
- 1944 : L'Armée (陸軍, Rikugun?) de Keisuke Kinoshita
- 1965 : Hana to ryū (花と龍?) de Kōsaku Yamashita
- 1966 : Zoku hana to ryū: Dōkai wan no kettō (続花と龍 洞海湾の決斗?) de Kōsaku Yamashita
- 1969 : Lady Yakuza : L'Héritière (緋牡丹博徒 二代目襲名, Hibotan bakuto: Nidaime shūmei?) de Shigehiro Ozawa
- 1973 : Hana to ryū: Seiun hen aizō hen dotō hen (花と龍 青雲篇 愛憎篇 怒濤篇?) de Tai Katō